# Réserve des gorilles de Tayna
Réserve des gorilles de Tayna är ett viltreservat för gorillor i Kongo-Kinshasa, upprättat 1998. Det ligger i provinsen Norra Kivu i den östra delen av landet, 1 600 km öster om huvudstaden Kinshasa.